# Ancora in due
Ancora in due è un singolo del cantautore italiano Deddy, pubblicato il 17 febbraio 2021 come terzo estratto dal primo EP Il cielo contromano.

## Descrizione
Il brano, scritto da Alessandro La Cava, è prodotto da Michele Canova Iorfida e Jaime Estatella.

## Brano musicale
Il brano musicale è stato pubblicato il 14 maggio 2021 attraverso il canale YouTube della Warner Music Italy.

## Promozione
Il brano è stato presentato in anteprima nel corso della ventesima edizione del talent show Amici di Maria De Filippi.

## Tracce
Testi e musiche di Alessandro La Cava.
1. Ancora in due – 3:02